# David Ludwig Constant de Rebecque

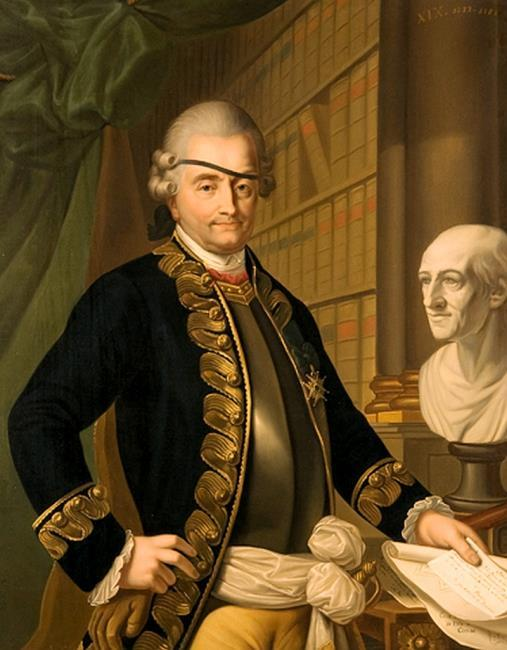
David Ludwig Constant de Rebecque (1722–1785)

Freiherr David Ludwig (von) Constant de Rebecque (auch: Constant d’Hermenche, * 17. November 1722 in Lausanne oder Neuenburg; † 25. Februar 1785 in Paris) war Schriftsteller und Maréchal de camp. Er war Herr der Herrschaft Hermenches und Villars-Mendraz. Er wurde bekannt durch seinen Briefwechsel mit Voltaire und Isabelle de Charrière.
Seine Eltern waren der niederländische Generalleutnant Samuel Constant de Rebecque (1676–1756) und dessen Ehefrau Rose-Susanne de Saussure (1698–1782).
Er kam 1736 als Kadett in das Schweizer-Regiment seines Vaters. 1741 wurde er Kapitän-Lieutenant und Generaladjutant seines Vaters. Als solcher kämpfte er mit in der Schlacht bei Fontenoy und wurde dort verwundet. Es blieb eine Narbe über dem linken Auge, weshalb er später ein schwarzes Stirnband trug. Im Jahr 1764 wechselte er in französische Dienste. Er kämpfte 1768 mit dem Regiment von Eptingen im Feldzug auf Korsika und erhielt 1769 das Militär-Verdienstkreuz. 1780 wurde er dann Marechal de Camp.

## Familie
Constant heiratete 1744 Louise Anna Jeanne Françoise de Seigneux (1715–1772), eine Tochter des Lausanner Mayor Jean Samuel de Seigneux. Das Paar hatte folgende Kinder:
- Guillaume Anne  (* 24. April 1750; † 12. August 1832), Generalleutnant (erhielt niederländischen Adel)[3] ⚭ 1782 Francina Godardina Constantia van Lynden (* 29. Januar 1761; † 5. April 1831)
- Constance Louise (* 16. Augustus 1755; † 12. März 1825).

Nach dem Tod seiner ersten Frau heiratete er Marie Catherine Philippine de Préseau, geborene Taisnes de Rémonval (1743–1779). Das Paar hatte einen Sohn:
- Louis Philipp Auguste (getauft 1. November 1777; † 14. Februar 1862), Oberst ⚭ Gräfin Louise de Polier-Verniand

Außerdem hatte er mit Bénigne Buchet eine Tochter:
- Sophie Jeanne Louise Joly Dufey (* Sommer 1753; † 10. Januar 1841)